# Bantzenheim
 Bantzenheim (en alsacià Bànzene) és un municipi francès, situat a la regió del Gran Est, al departament de l'Alt Rin. L'any 1999 tenia 1.572 habitants.

## Demografia
| 1962  | 1968  | 1975  | 1982  | 1990  | 1999  |
| ----- | ----- | ----- | ----- | ----- | ----- |
| 1.109 | 1.121 | 1.462 | 1.575 | 1.538 | 1.572 |

## Administració
| Període | Identitat         | Partit |
| ------- | ----------------- | ------ |
| 2001-   | Gabriel Schaeffer |        |

## Agermanaments
- Gontaut de Nogaret